# Онг Бак 2
„Онг Бак 2“ (на тайски: องค์บาก 2) е филм от 2008 г. с бойни изкуства, режисиран и с участието в главната роля на Тони Джа.
Първоначално е обявено, че е продължение на Онг Бак: Таиладски воин, явяващ се като предистория, но за разлика от предшественика си действието се развива в древен Тайланд и няма нищо общо с първия филм.

## Сюжет
Внимание:  Текстът по-долу разкрива сюжета на произведението (или части от него)!
Сюжетът на Онг Бак 2 се развива във феодален Сиам през 1974 година по будисткия календар (което съответства на 1421 според григорианския календар), по време на царуването на крал Боромарача II, господар на кралство Аютая. Това е време на политически катаклизми, предателства и опасности.
Историята проследява живота на Тиен (Джа), син и наследник на господаря Сихадечо. Сихадечо е благороден провинциален владетел, който е детрониран и убит от наемни убийци след заговор на военноначалникът му Раджасена, коварен и властолюбив човек.
След смъртта на родителите си Тиан е заловен от ловци на роби и неговата непреклонност му докарва много неприятности. За малко да изгуби живота си, но е спасен от човек на име Шер Нунг, прочут воин и лидер на пиратски клан, който го взима под крилото си и го приема като свой син. Кланът Фа Бек Крут е група от експерти по бойни изкуства от различни стилове от цяла Азия., в които Тиен става експерт и се превръща в най-опасния боец сред тях. Стиловете са: тайландски – Муай Боран (древна форма на Муай тай), японски – Кенджуцу, индонезийски – Силат и китайски Конг-Фу стилове – Зуи Куан (Пияният Юмрук), Винг-чун и Хунг-Га.
По-късно, вече готов да отмъсти за смъртта на баща си, Тиен решава да убие узурпатора Раджасена, но опита му се овенчава с неуспех и когато се завръща в селото на пиратите го чака засада. След като се изправя срещу цяла армия от убийци, войни и нинджа в течение на битката разбира, че човека убил баща му е ноговият нов наставник, Шер Нунг. Съсипан от раните си, душевна болка и изтощение е пленен и... Следва продължение: Онг Бак 3.

## Актьори и Екип
- Режисьор
  - Тони Джа
- Продуцент
  - Пана Ритикрай
- Сценарист
  - Пана Ритикрай
- Актьори
  - Тони Джа / Тиен
  - Сорапонг Чатрее / Шер Нунг
  - Саруню Уонгкрачанг / Раджасена
  - Печай Уонгамлао /

## Приходи
| Държава                               | Премиера | Общ приход |
| ------------------------------------- | -------- | ---------- |
| САЩ                                   | n/a      | n/a        |
| Франция; Алжир; Монако; Мароко; Тунис | 7/22/09  | $2 196 189 |
| Хонконг                               | 1/1/09   | $672 650   |
| Малайзия                              | 2/5/09   | $936 599   |
| Нова Зеландия; Фиджи                  | 3/5/09   | $31 041    |
| Филипини                              | 8/19/09  | $27 179    |
| Сингапур                              | 1/8/09   | $513 006   |
| Южна Корея                            | 5/14/09  | $154 275   |
| Испания                               | 8/21/09  | $1 092 194 |
| Тайван                                | 6/26/09  | $11 058    |
| Тайланд                               | 12/5/08  | $2 923 911 |
| Обединени арабски емирства            | 10/11/09 | $272 055   |

- Общо приходи: $8 936 663 [1]

## Технически данни
- Продължителност на продукцията: 109 минути
- Образ: Цветен
- Език: тайски, английски
- Съотношение ширина/височина: 1,85/1
- Звук: „Долби Диджитал Ий Екс“
- Местоположение на киностудиите: Банкок, Тайланд.
- Рейтинг: R